# Светослав Лучников
Светослав Денчев Лучников е български юрист и политик от Съюза на демократичните сили (СДС), едно от най-популярните лица на синята формация. Министър на правосъдието в правителството на Филип Димитров. Народен представител в XXXVI, XXXVII, XXXVIII народно събрание. Депутат и в XXXIX народно събрание до смъртта си на 27 октомври 2002 година.
Името му се свързва със Закона за обезщетяване на собственици на одържавени имоти от 1991 г., известен още като „закона Лучников“.

## Биография
Светослав Лучников е роден на 3 февруари 1922 г. в Русе. Завършва право в Юридическия факултет на Софийския университет „Св. Климент Охридски“ и работи на различни счетоводни и финансови длъжности в предприятия от електронната промишленост. Бил е асистент по гражданско право в Юридическия факултет. След промените през 1989 г. е член на СДС и депутат в XXXVI, XXXVII и XXXVIII народно събрание. От 8 ноември 1991 до 30 декември 1992 е министър на правосъдието в правителството на Филип Димитров. Депутат и в XXXIX народно събрание до смъртта си на 27 октомври 2002 година.
Погребан е в двора на църквата в с. Боженци, Габровско, откъдето е неговият род.
- Паметна плоча на Лучников на дома, в който живее от 1970 до 2002 г.
- Домът на ул. „Янтра“ № 6 в София